# Trans (Stockhausen)
Pour les articles homonymes, voir Trans.
Trans est une composition pour orchestre et bande magnétique du compositeur allemand Karlheinz Stockhausen, écrite en 1971. Elle porte le numéro 35 dans le catalogue des œuvres du compositeur.
Stockhausen considérait Trans comme une œuvre importante, un travail clé et un tout nouveau commencement – une « pièce transcendantale ».

## Création de l’œuvre
L’œuvre fut créée le 16 octobre 1971 à Donaueschingen, en Allemagne, par l'Orchestre de la radio SWF sous la direction d'Ernest Bour.

## Enregistrement
L’œuvre est éditée en un CD regroupant une version studio et l'enregistrement de la première mondiale.